# 311 TCN
311 TCN là một năm trong lịch La Mã.